# 一木広治

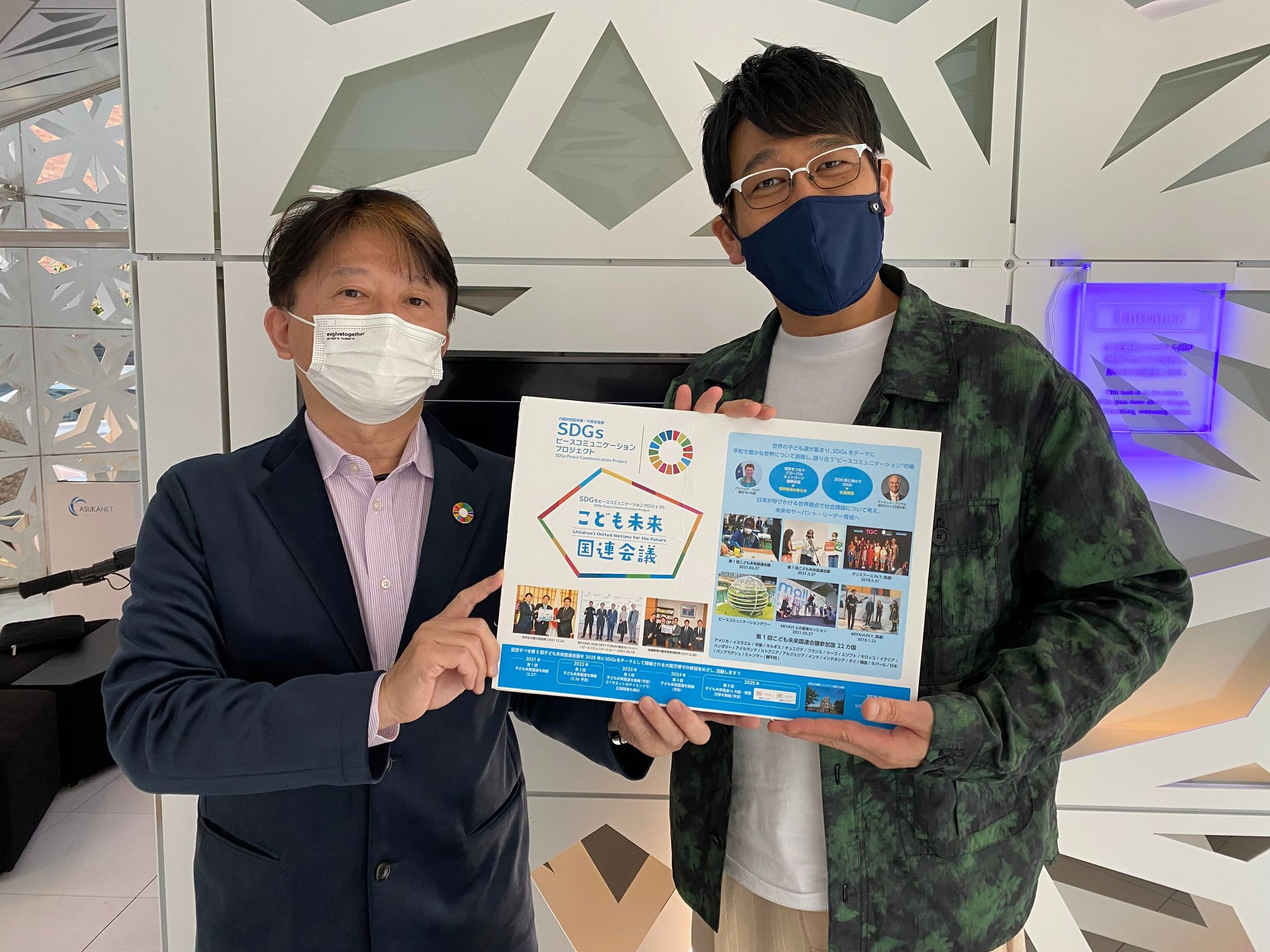
古坂大魔王と一木広治『みんなで考える未来の地球「子ども未来国連」会議』（JAPAN MOVE UP 2022年3月20日撮影）

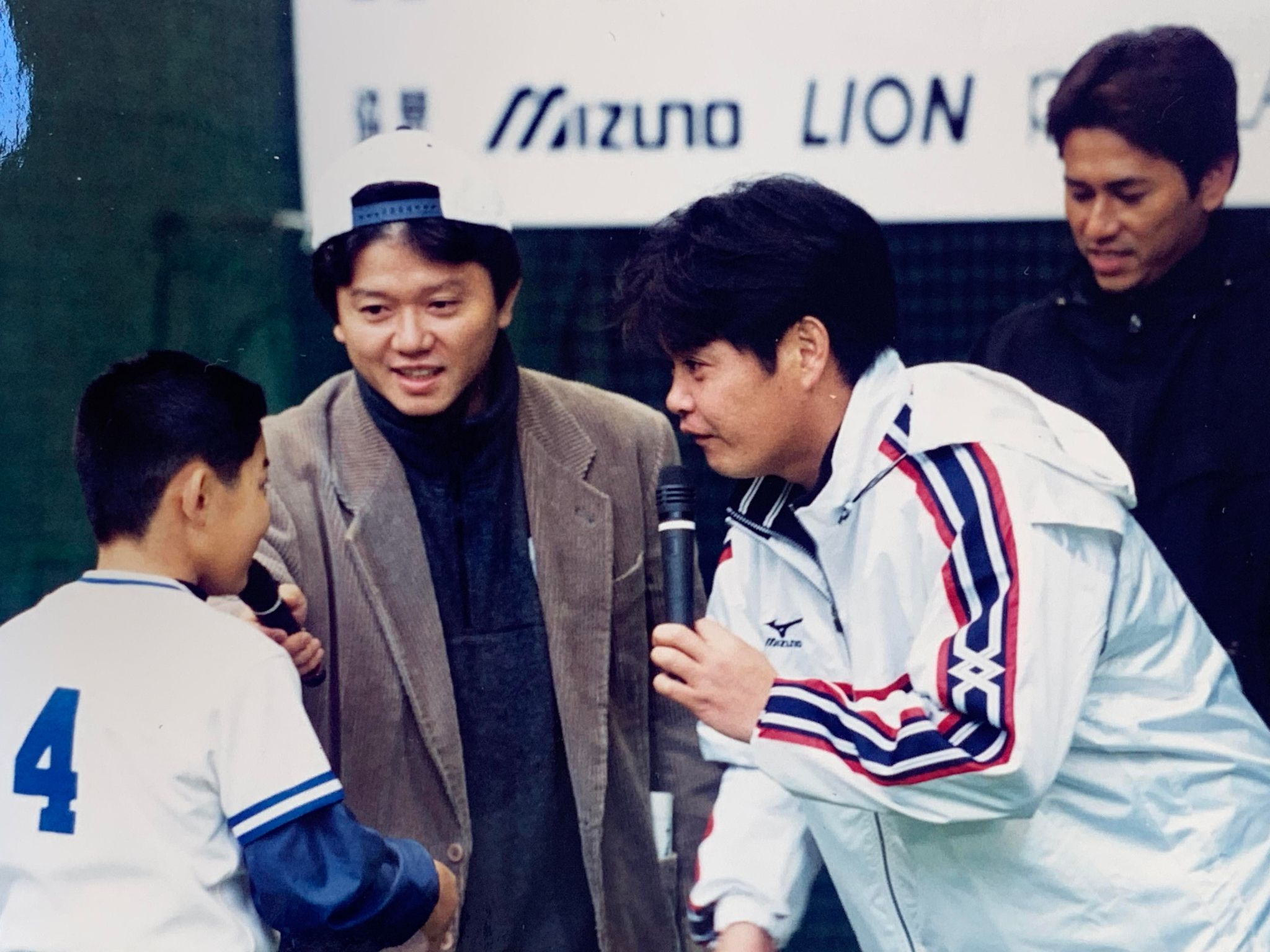
野球解説者・工藤公康と一木広治『JAPAN MOVE UP（2013年4月撮影）

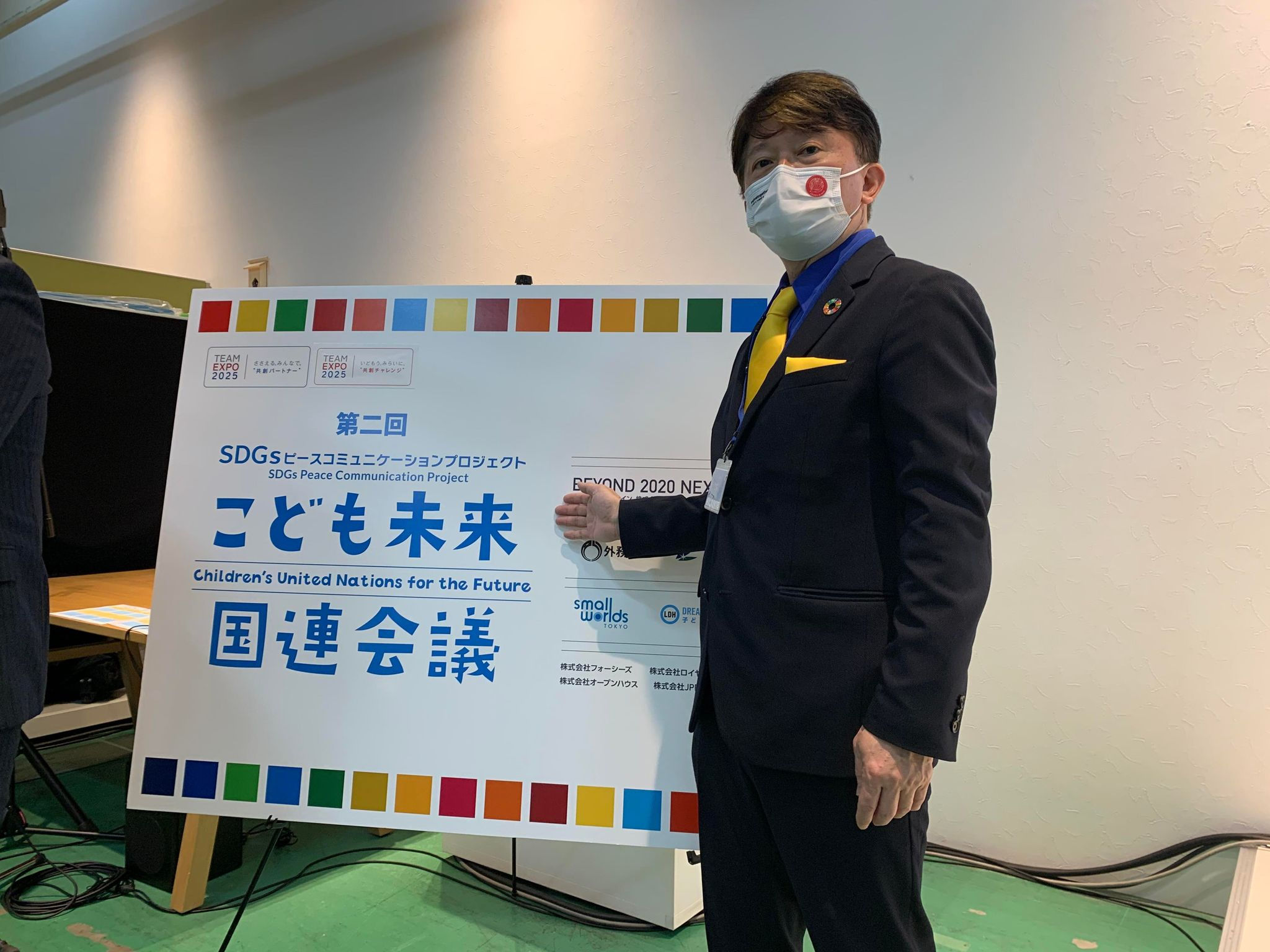
一木広治『第二回こども未来国連会議』（2022年3月26日撮影）

一木 広治（いちき こうじ、1964年3月11日 - ）は、日本の実業家。
『株式会社ヘッドライン』代表取締役代表、一級建築士、『二十一世紀倶楽部』理事事務局長、 『夢の課外授業』総合プロデューサー、『ライオンズ日本財団』理事、『東京2020オリンピック・パラリンピック招致委員会』事業・広報アドバイザー、淑徳大学客員教授、早稲田大学研究院客員教授、『株式会社LDH』 顧問・エグゼクティブプロデューサー、『株式会社ローソン/ローソンHMVエンタテイメント』 顧問、『株式会社チヨダ』 顧問、『株式会社ベクトル』顧問、『株式会社USEN』 顧問、『東京ガールズコレクション beyond 2020』エクゼクティブアドバイザー、新潟市エグゼクティブアドバイザー（2018年）、松原市エグゼクティブアドバイザー、K-1実行委員会メディアエグゼクティヴアドヴァイザー、『BEYOND 2020 NEXT FORUM』代表幹事など。

## 概要
「日本を元気に！」をテーマに活動する『JAPAN MOVE UP』プロデューサー。東京から地方、世界をつなぐ。都市型フリーペーパー『TOKYO HEADLINE』を発行するヘッドライン代表取締役社長。
一級建築士の顔を持ち、早稲田大学SDGsラボ客員教授、『2020オリンピックパラリンピック招致委員会』事業・広報アドバイザー、『こども未来国連』発起人を務める。
『SDGsピースコミュニケーションプロジェクト』発起人、早稲田大学グローバル科学知融合研究所副所長、『二十一世紀倶楽部』理事事務局長、『夢の課外授業』総合プロデューサー、淑徳大学客員教授、LDH顧問エグゼクティブプロデューサーなど多数の企業、イベントの顧問をつとめる。

## 経歴
東京都生まれ。早稲田大学高等学院、早稲田大学理工学部建築学科を卒業。一級建築士の資格を取得する。
学生時代、大学サークルの連合組織『STROPS（ストラプス）』を結成、初代代表を務める。バブル時代のディスコでイベント系サークルを主催し一晩で5000万円を稼いだこともあった。映画『バブルへGO!! タイムマシンはドラム式』の学生時代の監修をホイチョイ・プロダクションズから依頼された。
1987年（昭和62年）人材育成を目的とする異業種交流団体『二十一世紀倶楽部』の設立メンバーの一人で理事事務局長を務める。
社会人向けに各界の著名人を招いた『混迷の時代のモノサシづくり』リバティ・オープン・カレッジを企画実施。
大広（1987年〜2002年）、USEN（2000年～2010年）総合企画室長兼コーポレートデザイン室長兼社長付エグゼクティブプロデューサー、GYAO!（2008年～2009年）取締役営業局長を歴任。
2002年（平成14年）に株式会社ヘッドラインを創業。日本初の無料日刊ニュースメディアHEADLINE TODAYを創刊。現在では『TOKYO HEADLINE』（月刊）を発行している。
2007年（平成19年）東京から日本を元気にする『TOKYO MOVE UP! プロジェクト』を小山薫堂、別所哲也、リリー・フランキー等と連携して立ち上げる。
2019年（令和元年）20代から50代の各界の著名人による『BEYOND 2020 NEXT FORUM』を発起人メンバーとして立ち上げ、代表幹事に就任した。

## 人物
- 好きな言葉は「一期一会」「継続は力なり」[6]

## 活動

### 夢の課外授業
子どもを対象とした各界の著名人が小学校を訪問し、子ども達に夢を与える『夢の課外授業』の総合プロデューサーを務める。
復興支援交流として、2011年（平成23年）より東北被災地の中学校にEXILEと協力し、「Rising Sun」のダンスカリキュラムを実施。
『東日本大震災復興支援・交流事業 中学生 Rising Sun Project 夢の課外授業SPECIAL』を行っている。

### 東京2020オリンピック・パラリンピック招致活動
石原慎太郎より、2016年（平成28年）東京オリンピック・パラリンピック招致活動の国内浸透を依頼され、『TOKYO MOVE UP! プロジェクト』と連動して、各界著名人ネットワークづくり、都民に向けたイベントを企画実施する。
東京2020オリンピック・パラリンピック招致活動において、再選された石原慎太郎、JOC水野正人副会長からの要請を受け、東京2020オリンピック・パラリンピック招致委員会事業及び広報アドバイザーに就任。
都内大学生を対象としたロゴマークコンテストをはじめ、EXILEやAKB48を起用したポスター、各テレビ局との連携、a-nationなど大型イベントのタイアップなどを手掛け、国内支持率向上に努める。
TOKYO MXで放映したオリンピック・パラリンピック招致支援番組を自ら企画、3回シリーズにIOC委員会来日の際にも東京都知事室からの要請で特別番組を制作、プロデュースする。
招致後に実施したスポーツ祭東京2013（第68回国民体育大会・第13回全国障害者スポーツ大会）では、東京都中学校と福島県中学校5校の生徒とEXILEによる『Rising Sun』をフィナーレで飾るパフォーマンスのプロデュースを手掛けた。
2016年（平成28年）第71回国民体育大会（2016希望郷いわて国体）のエンディングイベントとして、EXILE ÜSA、EXILE TETSUYA、橘ケンチ、佐藤大樹の4人とともに、会津若松市立湊中学校、大船渡市立赤崎中学校の2校の生徒120名で『Rising Sun』のダンスパフォーマンスを行った。
2018年（平成30年）翌年に開催されるラグビーワールドカップの会場となる釜石鵜住居復興スタジアム完成のオープニングイベント『リポビタン D 釜石鵜住居復興スタジアム オープニングDAY』にて、EXILE ÜSAとEXILE TETSUYA、橘ケンチ、小林直己、岩田剛典、釜石市立釜石東中学校と大船渡市立赤崎中学校、会津若松市立湊中学校の全校生徒、そして岩手県釜石市、宮古市、山田町、大槌町の中学生らからなる混合チームTEAM夢の課外授業の236名とEXILEの『Rising Sun』でダンスを行った。

## BEYOND 2020 NEXT FORUM
2020年（令和2年）に開催される東京オリンピック・パラリンピックのレガシーを生かし、2020年以降の日本を元気にしていくために何が必要なのかを考えていく、BEYOND 2020 NEXT FORUM を主催している。若手起業家や業界のオピニオンリーダーらが枠組みをこえて、ダイバーシティやイノベーション、スタートアップ、エンターテインメントなどさまざまなテーマを語り合う。2019年度活動の総まとめとして、同年3月23日に総合セッションを開催した。

## JAPAN MOVE UP! 日本を元気に！
2014年（平成26年）から、2020年（令和2年）に向けて「日本を元気にする」アクションネットワークTEAM2020をスタートする。現在、全国の若手知事、市長と共に日本を元気にするTEAM2020首長ネットワークも結成し、連携を仕掛ける。

## 大学での活動
2014年（平成26年）から、客員教授を務める淑徳大学人文学部にて、同大学客員教授を務めるEXILE TETSUYAと共に、頭の中に描くイメージやメッセージをパフォーマンスなどを通じて表現する方法を教授する『現代表現論』の講義をしている。
2014年から、講師を務める早稲田大学にて、理工学術院教授朝日透と共に、起業を目指す学生に起業家精神を教えるために起業家を招聘し、自らも講義する早稲田大学グローバルエデュケーションセンター開講の『起業特論』の講義をしている。
2019年（令和元年）4月に新設された早稲田大学グローバル科学知融合研究所にて研究院客員教授に就任。

## 早稲田大学グローバル科学知融合研究所SDGsフロンティアラボでの活動
2019年（令和元年）4月に、 未来社会における課題、超高齢化社会における課題、SDGs実現に向けた課題を解決するため、新しい科学知を創出する融合研究とイノベーション人材育成に国際共同研究などを通してグローバルな視点で取り組むため、早稲田大学総合研究機構に、グローバル科学知融合研究所を設立し、SDGsへの取り組みに向けた活動のため、SDGsフロンティアラボを担当している。
SDGsフロンティアラボは、企業・官公庁との共同研究・教育活動に、サイエンスやテクノロジーの学術上の壁やシステムの壁を乗り越えて取り組み、文理・産学官等の枠を超えた研究・教育・交流を推進することで、東京オリンピック・パラリンピック（2020年）、大阪・関西万博（2025年）、SDGs（2030年）、シンギュラリティ（2045年）を越えた先の世界の課題解決に資するとともに、日本の価値開拓・人材育成・情報発信を推進する。学問、産業セクター、及びあらゆる研究分野の視点から、フロンティア精神を持ち、新発想の研究を推進するとともに、定期的にイベントを開催し、積極的な成果・情報発信を展開する。
SDGsフロンティアラボでは、次世代人材育成ワーキング、次世代エンターテインメントワーキング、次世代ライフサイエンスワーキング、次世代農業・食ワーキング、次世代エコノミーワーキングの5ワーキングを設置し、適宜、プロジェクトとして産学官共同の研究を推進する。
2020年（令和2年）はBEYONDコロナ、WITHコロナの中でのSDGs活動を調査する。

## プロデュース

### 映画
- 『おいしい殺し方 A Delicious Way to Kill 』（2006年8月26日公開／監督・脚本：ケラリーノ・サンドロヴィッチ）

## メディア出演

### テレビ
- 『とくダネ！』（フジテレビ） - コメンテーター
- 『モーニングCROSS』（TOKYO MX） - コメンテーター
- 『every』（静岡第一テレビ） - コメンテーター
- 『夢遺産～リーダーの夢の先～』（テレビ東京）

### ラジオ
- 『大谷ノブ彦 キキマス!』（ニッポン放送） - 月1回レギュラー出演（〜2016年）
- 『JAPAN MOVE UP』（TOKYO FM） - パーソナリティ（毎週土曜日21:30〜21:55放送）[2][7]

### 雑誌
- 『フジサンケイ ビジネスアイ』 - ※ 連載
- 『月刊EXILE』 - ※ 連載

## 著書
- 『人間図書館』（福家出版、1999年)
- 『挑戦』（福家出版、1999年）
- 『超人脈術 : 政財界から芸能界まで幅広い交友関係を形成した男が伝える本物の人脈の作り方!』（主婦の友社、2011年1月19日）　ISBN 9784072759615
- 『夢を実現するパラレルキャリア : beyond2020の働き方改革』（主婦の友社、2017年11月25日）　ISBN 9784074270002